# Matriçage (métallurgie)
(Voir Bootage)
Ne doit pas être confondu avec mastering.
La forge par matriçage consiste à former par déformation plastique après chauffage des pièces brutes réalisées en alliages  tels que les alliages d'aluminium, de cuivre, de titane, de nickel, etc. Le matriçage des aciers est appelé "estampage".[réf. nécessaire]

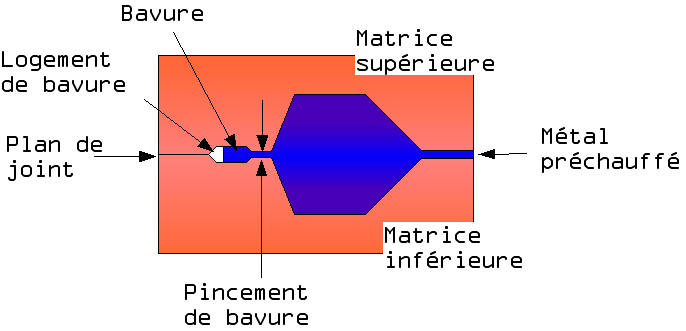
matriçage : schéma d'un logement de bavure

Le matriçage est une opération de forge effectuée à l'aide d'outillages appelés des matrices (demi-matrice supérieure et demi-matrice inférieure). Les matrices portent en creux la forme de la pièce.
On présente dans l'outillage une ébauche. Celle-ci peut être préparée en forge libre (éventuellement à la main pour les pièces de petites dimensions) ou à l'aide de matrices d'ébauche. Cette opération a une très grande importance pour le corroyage et pour l'orientation des fibres et que l'on retrouvera dans la pièce finale.
L'excédent de métal file en bavure dans le logement prévu à cet effet. La bavure est ensuite découpée en suivant le contour de la pièce.
Les pièces matricées présentent des caractéristiques mécaniques remarquables à la suite de déformations plastiques importantes et rapides que le matriçage met en jeu, le matriçage affine la structure et permet l'orientation des fibres; ceci confère aux pièces matricées des caractéristiques générales élevées avec, en particulier, une grande résistance à la fatigue.

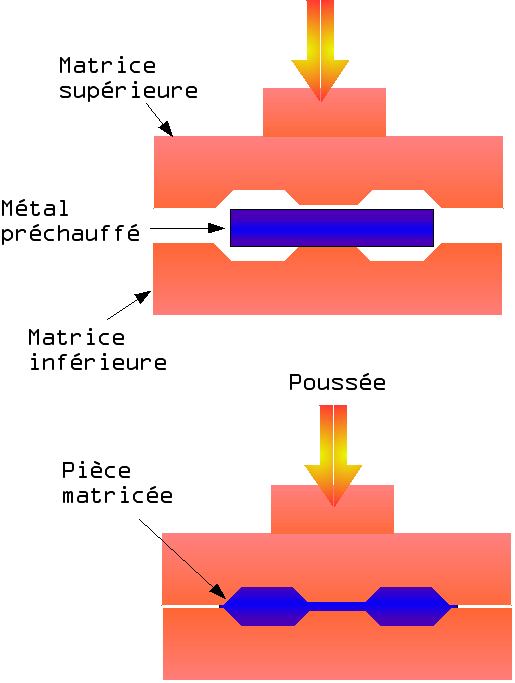
Matriçage : le principe

## Facture instrumentale
Le matriçage est une technique également utilisée dans la fabrication de certains instruments à vent, tels que la flûte traversière. Bien que largement remplacée de nos jours par des techniques de moulage et fonte à la cire perdue - plus rentables en production de masse -[réf. nécessaire] elle demeure cependant un critère de qualité supérieure, du fait des propriétés mécaniques obtenues : résistance aux efforts mécaniques (ce qui est gage de longévité de la mécanique de l'instrument), finition plus fine au polissage.